# Gjon Delhusa

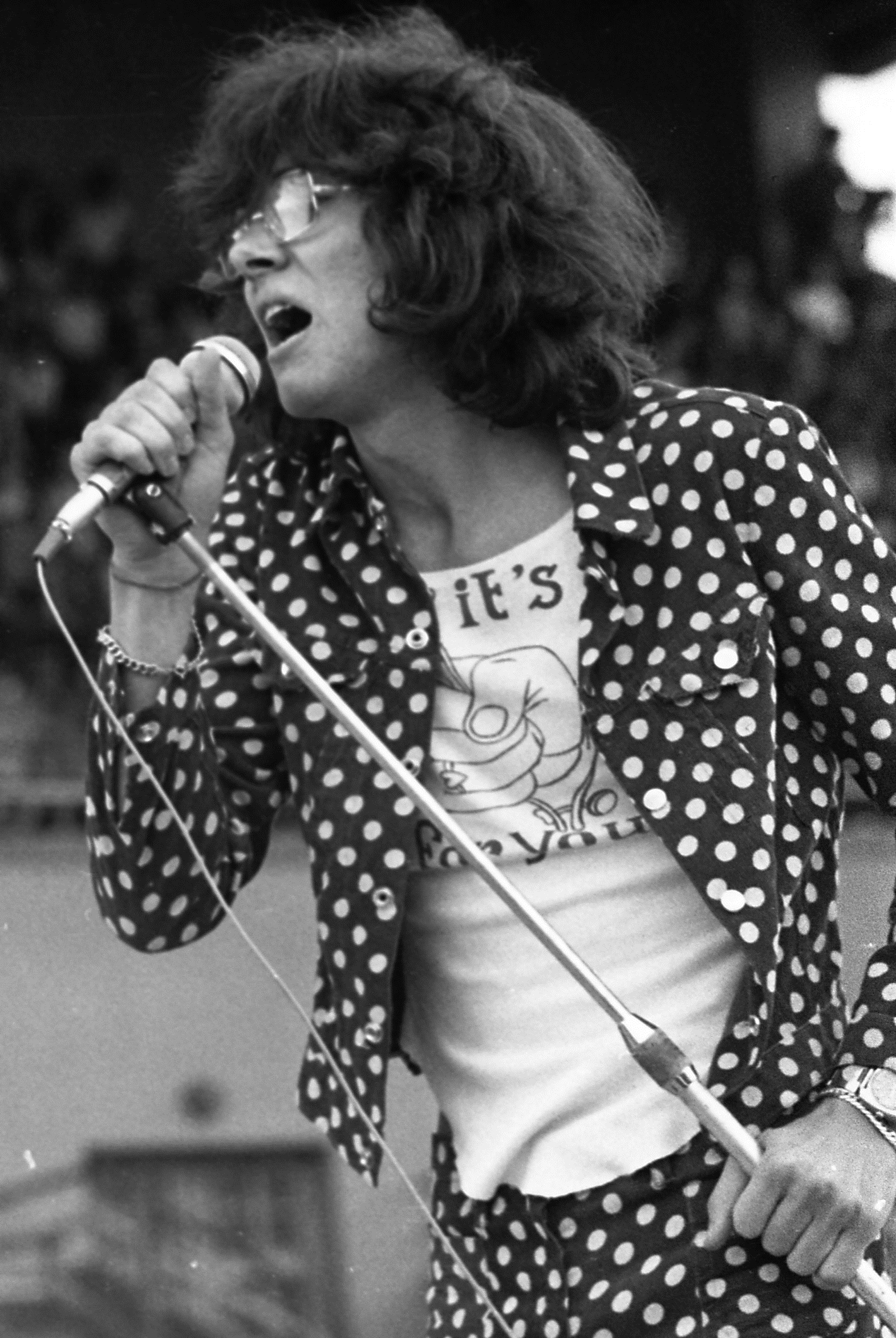
Gjon Delhusa (1973)

Gjon Delhusa (* 9. August 1953 in Budapest) ist ein ungarischer Sänger, Komponist und Texter.

## Karriere
Delhusa begann seine musikalische Laufbahn 1971 mit der Veröffentlichung seines ersten Liedes Hegyek lányain in Ungarn. Nach einem erfolgreichen Auftritt beim Internationalen Schlagerfestival Dresden 1974, wo er einer der Preisträger war, erhielt er einen Plattenvertrag beim DDR-Label Amiga und veröffentlichte mit Mein erstes Mädchen eine erste in deutscher Sprache gesungene Single. 1978 erschien das deutschsprachige Debütalbum Gjon Delhusa. Delhusa unterschrieb 1979 einen Dreijahresvertrag bei Teldec. Hier wurde das bei Amiga 1978 produzierte Debütalbum neu aufgelegt und unter dem Titel Flieg mit dem Wind herausgebracht.
1981 gab es weitere Plattenveröffentlichungen. Mitte der 80er Jahre zog sich Delhusa aus Deutschland zurück. Er produzierte weitere Songs und Alben für den ungarischen Musikmarkt.
Im Jahr 1996 vertrat er Ungarn beim Vorentscheid des Eurovision Song Contest in Oslo. Da er sich in der Qualifikationsrunde mit seiner selbstkomponierten Ballade Fortuna mit 26 Punkten nicht platzieren konnte, nahm er am Hauptwettbewerb nicht teil.
2009 nahm Delhusa an der ungarischen Version des Dschungelcamps teil.
2005 wurde Delhusa mit dem Goldenen Verdienstkreuz Ungarns geehrt.

## Diskografie

### Alben
- 1979: I.
- 1986: Delhusa Gjon
- 1989: Csavargó – Goldene Schallplatte
- 1990: Átviszlek az éjszakán – Goldene Schallplatte
- 1991: Mindenem a farmer – Goldene Schallplatte
- 1992: Tévelygő angyal
- 1993: Túl vakmerő – Goldene Schallplatte
- 1994: Delhusa líra – Platin-Schallplatte
- 1995: Mediterrán – Goldene Schallplatte
- 1996: Rossz pénz
- 1997: Indián nyár
- 1999: Szerenád – Goldene Schallplatte
- 2000: Líra kettő
- 2001: Kicsordul majd a szívem – Goldene Schallplatte
- 2002: Szívek tengerén
- 2003: Bulizós slágerek – Goldene Schallplatte
- 2004: Szeress még
- 2007: Best Of
- 2009: Fény

### Alben (deutschsprachig)
- 1978: Gjon Delhusa, Amiga
- 1979: Flieg mit dem Wind, Teldec/Telefunken
- 2007: 60 Jahre AMIGA – Box Nr. 2, Amiga
- 2009: Die großen Erfolge, Amiga

### Singles (deutschsprachig)
- 1975: Mein erstes Mädchen, Amiga
- 1975: Mein erstes Mädchen / Wir tanzen Tango, Hansa
- 1977: Ticke Tom, Amiga
- 1978: Berge und Steine, Amiga
- 1981: Die Bouzouki und ihr Lied, Amiga